# Рішарлісон
Рішарлісон (порт. Richarlison, нар. 10 травня 1997, Нова Венесія) — бразильський футболіст, нападник клубу «Тоттенгем Готспур».
Виступав, зокрема, за клуби «Америка Мінейру», «Флуміненсе» та «Вотфорд», а також національну збірну Бразилії.

## Клубна кар'єра
Народився 10 травня 1997 року в місті Нова-Венесія. Вихованець юнацьких команд футбольних клубів «Америка Мінейру та «Реал Нороесте».
У дорослому футболі дебютував 2015 року виступами за команду клубу «Америка Мінейру», в якій провів один сезон, взявши участь у 24 матчах чемпіонату. Більшість часу, проведеного у складі «Америка Мінейру», був основним гравцем атакувальної ланки команди. У складі «Америка Мінейру» був одним з головних бомбардирів команди, маючи середню результативність на рівні 0,38 гола за гру першості.
Своєю грою за цю команду привернув увагу представників тренерського штабу клубу «Флуміненсе», до складу якого приєднався 2016 року. Відіграв за команду з Ріо-де-Жанейро наступний сезон своєї ігрової кар'єри. Граючи у складі «Флуміненсе» також здебільшого виходив на поле в основному складі команди.
2017 року уклав контракт з клубом «Вотфорд», у складі якого провів наступний рік своєї кар'єри гравця.  Тренерським штабом нового клубу також розглядався як гравець «основи».
До складу клубу «Евертон» приєднався 2018 року. Перед початком сезону 2019–20 Рішарлісон отримав сьомий номер. Цей сезон він закінчив найкращим бомбардиром клубу разом з Домініком Кальвертом-Льюїном – обидва забили по 15 голів. 
3 грудня 2019 року Рішарлісон підписав новий контракт з клубом на 5 років. 20 лютого 2021 року він забив у ворота «Ліверпуля» на «Енфілді». Команда виграла з рахунком 2–0, це перша перемога «ірисок» над своїми сусідами з вересня 1999 року.
Станом на 24 грудня 2021 року відіграв за клуб з Ліверпуля 135 матчів в національному чемпіонаті.
1 липня 2022 підписав контракт з клубом «Тоттенгем Готспур». 20 серпня Рішарлісон відзначився результативною передачею в переможному матчі 2–0 проти «Ноттінгем Форест». 7 вересня, під час свого дебюту в Лізі чемпіонів, забив обидва голи в переможній грі 2–0 проти французького «Марселю».

## Виступи за збірні
Протягом 2016–2017 років залучався до складу молодіжної збірної Бразилії. На молодіжному рівні зіграв у 10 офіційних матчах, забив 3 голи.
2018 року дебютував в офіційних матчах у складі національної збірної Бразилії.
24 листопада 2022 року в своєму дебютному поєдинку на чемпіонаті світу в Катарі Рішарлісон двічі вразив ворота збірної Сербії. Матч завершився з переможним рахунком 2:0 на користь південноамериканців.
| Дата       | Місто                | Господарі         | Результат               | Гості          | Турнір                          | Голи | Примітки  |
| ---------- | -------------------- | ----------------- | ----------------------- | -------------- | ------------------------------- | ---- | --------- |
| 7-9-2018   | Іст-Ратерфорд        | США               | 0 – 2                   | Бразилія       | товариський матч                | -    | 75'       |
| 12-9-2018  | Лендовер             | Бразилія          | 5 – 0                   | Сальвадор      | товариський матч                | 2    | 54'       |
| 12-10-2018 | Ер-Ріяд              | Саудівська Аравія | 0 – 2                   | Бразилія       | товариський матч                | -    | 72'       |
| 16-10-2018 | Джидда               | Бразилія          | 1 – 0                   | Аргентина      | товариський матч                | -    | 66'       |
| 16-11-2018 | Лондон               | Бразилія          | 1 – 0                   | Уругвай        | товариський матч                | -    | 67'       |
| 20-11-2018 | Мілтон-Кінз          | Бразилія          | 1 – 0                   | Камерун        | товариський матч                | 1    | 8'        |
| 23-3-2019  | Порту                | Бразилія          | 1 – 1                   | Панама         | товариський матч                | -    | 35'       |
| 26-3-2019  | Прага                | Чехія             | 1 – 3                   | Бразилія       | товариський матч                | -    | 36' 63'   |
| 6-6-2019   | Бразиліа             | Бразилія          | 2 – 0                   | Катар          | товариський матч                | 1    | 63'       |
| 9-6-2019   | Порту-Алегрі         | Бразилія          | 7 – 0                   | Гондурас       | товариський матч                | 1    |           |
| 14-6-2019  | Сан-Паулу            | Бразилія          | 3 – 0                   | Болівія        | Копа Америка 2019 - 1º тур      | -    | 84'       |
| 18-6-2019  | Салвадор             | Бразилія          | 0 – 0                   | Венесуела      | Копа Америка 2019 - 1º тур      | -    | 46'       |
| 7-7-2019   | Ріо-де-Жанейро       | Бразилія          | 3 – 1                   | Перу           | Копа Америка 2019 - Фінал       | 1    | 75' 90+1' |
| 7-9-2019   | Маямі-Гарденс        | Бразилія          | 2 – 2                   | Колумбія       | товариський матч                | -    | 84'       |
| 10-9-2019  | Лос-Анджелес         | Бразилія          | 0 – 1                   | Перу           | товариський матч                | -    | 74'       |
| 10-10-2019 | Сінгапур             | Бразилія          | 1 – 1                   | Сенегал        | товариський матч                | -    | 72'       |
| 13-10-2019 | Сінгапур             | Бразилія          | 1 – 1                   | Нігерія        | товариський матч                | -    | 46'       |
| 15-11-2019 | Ер-Ріяд              | Бразилія          | 0 – 1                   | Аргентина      | товариський матч                | -    | 71'       |
| 19-11-2019 | Абу-Дабі             | Бразилія          | 3 – 0                   | Південна Корея | товариський матч                | -    |           |
| 9-10-2020  | Сан-Паулу            | Бразилія          | 5 – 0                   | Болівія        | Відбір до ЧС 2022               | -    | 71'       |
| 13-10-2020 | Ліма                 | Перу              | 2 – 4                   | Бразилія       | Відбір до ЧС 2022               | 1    |           |
| 13-11-2020 | Сан-Паулу            | Бразилія          | 1 – 0                   | Венесуела      | Відбір до ЧС 2022               | -    | 76'       |
| 17-11-2020 | Монтевідео           | Уругвай           | 0 – 2                   | Бразилія       | Відбір до ЧС 2022               | 1    | 59' 70'   |
| 5-6-2021   | Порту-Алегрі         | Бразилія          | 2 – 0                   | Еквадор        | Відбір до ЧС 2022               | 1    | 90+1'     |
| 8-6-2021   | Асунсьйон            | Парагвай          | 0 – 2                   | Бразилія       | Відбір до ЧС 2022               | -    | 82'       |
| 13-6-2021  | Бразиліа             | Бразилія          | 3 – 0                   | Венесуела      | Копа Америка 2021 - 1º тур      | -    | 65'       |
| 17-6-2021  | Ріо-де-Жанейро       | Бразилія          | 4 – 0                   | Перу           | Копа Америка 2021 - 1º тур      | 1    | 46'       |
| 23-6-2021  | Ріо-де-Жанейро       | Бразилія          | 2 – 1                   | Колумбія       | Копа Америка 2021 - 1º тур      | -    | 77'       |
| 27-6-2021  | Гоянія               | Бразилія          | 1 – 1                   | Еквадор        | Копа Америка 2021 - 1º тур      | -    | 79'       |
| 2-7-2021   | Ріо-де-Жанейро       | Бразилія          | 1 – 0                   | Чилі           | Копа Америка 2021 - чвертьфінал | -    | 90+1'     |
| 5-7-2021   | Ріо-де-Жанейро       | Бразилія          | 1 – 0                   | Перу           | Копа Америка 2021 - півфінал    | -    | 85'       |
| 10-7-2021  | Ріо-де-Жанейро       | Аргентина         | 1 – 0                   | Бразилія       | Копа Америка 2021 - Фінал       | -    |           |
| 24-3-2022  | Ріо-де-Жанейро       | Бразилія          | 4 – 0                   | Чилі           | ЧС 2022                         | 1    | 75'       |
| 29-3-2022  | Ла-Пас               | Болівія           | 0 – 4                   | Бразилія       | Відбір до ЧС 2022               | 2    |           |
| 2-6-2022   | Сеул                 | Південна Корея    | 1 – 5                   | Бразилія       | товариський матч                | 1    | 81'       |
| 6-6-2022   | Токіо                | Японія            | 0 – 1                   | Бразилія       | товариський матч                | -    | 71'       |
| 23-9-2022  | Гавр                 | Бразилія          | 3 – 0                   | Гана           | товариський матч                | 2    | 63'       |
| 27-9-2022  | Париж                | Бразилія          | 5 – 1                   | Туніс          | товариський матч                | 1    | 44' 46'   |
| 24-11-2022 | Лусаїл               | Бразилія          | 2 – 0                   | Сербія         | ЧС 2022 - 1º тур                | 2    | 79'       |
| 28-11-2022 | Доха                 | Бразилія          | 1 – 0                   | Швейцарія      | ЧС 2022 - 1º тур                | -    | 73'       |
| 5-12-2022  | Доха                 | Бразилія          | 4 – 1                   | Південна Корея | ЧС 2022 - 1/8 фіналу            | 1    |           |
| 9-12-2022  | Ер-Раян              | Хорватія          | 1 – 1 д.ч. (4 – 2 п.п.) | Бразилія       | ЧС 2022 - Чвертьфінал           | -    | 84'       |
| 17-6-2023  | Курналя-да-Льобрегат | Бразилія          | 4 – 1                   | Гвінея         | товариський матч                | -    | 83'       |
| 20-6-2023  | Лісабон              | Бразилія          | 2 – 4                   | Сенегал        | товариський матч                | -    | 57'       |
| 8-9-2023   | Белен                | Бразилія          | 5 – 1                   | Болівія        | Відбір до ЧС 2026               | -    | 71'       |
| 12-9-2023  | Ліма                 | Перу              | 0 – 1                   | Бразилія       | Відбір до ЧС 2026               | -    | 64'       |
| 12-10-2023 | Куяба                | Бразилія          | 1 – 1                   | Венесуела      | Відбір до ЧС 2026               | -    | 59'       |
| 17-10-2023 | Монтевідео           | Уругвай           | 2 – 0                   | Бразилія       | Відбір до ЧС 2026               | -    | 45+4'     |
| Усього     |                      | Матчів            | 48                      |                | Голів                           | 20   |           |

## Досягнення

### Командні
Бразилія
- Переможець Суперкласіко де лас Амерікас: 2018
- Переможець Кубка Америки: 2019[12]
- Срібний призер Кубка Америки: 2021

Бразилія (ол.)
- Олімпійський чемпіон: 2020[13]

Тоттенгем Готспур
- Переможець Ліги Європи УЄФА: 2025

### Особисті
- Найкращий бомбардир футбольного турніру олімпійських ігор: 2020 (5 голів).